# Myxine
Myxine is een geslacht van kaakloze vissen uit de  familie van de slijmprikken (Myxinidae).

## Soorten
- Myxine affinis Günther, 1870
- Myxine australis Jenyns, 1842
- Myxine capensis Regan, 1913
- Myxine circifrons Garman, 1899
- Myxine debueni Wisner & C. B. McMillan, 1995
- Myxine dorsum Wisner & C. B. McMillan, 1995
- Myxine fernholmi Wisner & C. B. McMillan, 1995
- Myxine formosana H. K. Mok & C. H. Kuo, 2001
- Myxine garmani D. S. Jordan & Snyder, 1901
- Myxine glutinosa Linnaeus, 1758 – Gewone slijmprik
- Myxine greggi Mincarone, Plachetzki, McCord, Winegard, Fernholm, Gonzalez & Fudge, 2021
- Myxine hubbsi Wisner & C. B. McMillan, 1995
- Myxine hubbsoides Wisner & C. B. McMillan, 1995
- Myxine ios Fernholm, 1981
- Myxine jespersenae Møller, Feld, I. H. Poulsen, Thomsen & Thormar, 2005
- Myxine knappi Wisner & C. B. McMillan, 1995)
- Myxine kuoi H. K. Mok, 2002
- Myxine limosa Girard, 1859
- Myxine martinii Mincarone, Plachetzki, McCord, Winegard, Fernholm, Gonzalez & Fudge, 2021
- Myxine mccoskeri Wisner & C. B. McMillan, 1995
- Myxine mcmillanae Hensley, 1991
- Myxine paucidens Regan, 1913
- Myxine pequenoi Wisner & C. B. McMillan, 1995
- Myxine phantasma Mincarone, Plachetzki, McCord, Winegard, Fernholm, Gonzalez & Fudge, 2021
- Myxine robinsorum Wisner & C. B. McMillan, 1995
- Myxine sotoi Mincarone, 2001